# Біляєвщина
Біляєвщина (рос. Беляевщина) — присілок у Дем'янському районі Новгородської області Російської Федерації.
Населення становить 56 осіб. Належить до муніципального утворення Ямникське сільське поселення.

## Історія
До 1927 року населений пункт перебував у складі Новгородської губернії. У 1927-1944 роках перебував у складі Ленінградської області.
Орган місцевого самоврядування від 2010 року — Ямникське сільське поселення.

## Населення
| 2010 |
| ---- |
| 56   |